# 塩谷トンネル
塩谷トンネル（しおだにトンネル）は、新潟県小千谷市にある道路トンネル。全長512.5m。
同市塩谷地区にある雨乞山を貫き、同地区と小千谷市街地方面の交通を結んでいる。
かつて塩谷地区の住民によって掘られた雨乞山を貫く手掘り隧道（塩谷隧道）が存在したが、落盤などにより利用が困難となっていた。その後1983年に現在のトンネルが建設された。
この新しいトンネルの建設には田中角栄の関与が知られている。

## 歴史

### 住民による手掘りの隧道
旧東山村塩谷（現在の小千谷市塩谷）は、新潟県中越地方の山間部にある集落であり、冬は日本有数の豪雪地帯でもある。四方を山に囲まれ、特に西側には険しい雨乞山（あまごいやま）が立ちはだかり、小千谷市街との往来、児童の通学、急病人を医者に連れて行く場合等、常にこの山を越えていかねばならなかった。特に冬期は雪崩や吹雪により生命の危険を伴うものであった。
このような状況のため、1938年（昭和13年）、塩谷の人々は自分達で雨乞山を貫く隧道を掘ることを決意し、ツルハシを使い人の手だけで隧道を掘り始めた。5年に及ぶ作業の結果、1943年（昭和18年）塩谷隧道（雨乞山隧道とも呼ばれる）が貫通した。延長は500 mに達し、道路用の手掘り隧道としては日本最長の中山隧道に次ぐ2番目の長さであった。

### 新しいトンネル
塩谷隧道の断面は小さく軽自動車が1台やっと通れるだけの大きさであった。また、後年になり塩谷隧道を通る道路が県道に指定されて整備の予算が付いたものの、照明は裸電球のみ、地下水が漏れ出し、たびたび落盤の危険にさらされるといった状況であった。
このため現代的なトンネルの建設が求められ、地元住民の陳情などもあり、新規の県道のトンネルの建設が決定し、1983年（昭和58年）、塩谷隧道の横に新しいトンネルが開通した。これが現在の塩谷トンネルである。
塩谷トンネルの建設は田中角栄の首相就任後、彼の一言で決定されたと言われている。「角栄トンネル」とも呼ばれる。当時約60戸の塩谷集落に対してトンネル建設の調査と事業に計12億円の費用を投じたことが議論を呼び、全国の注目を浴びた。このトンネルの建設にあたっては 「このトンネルについて、60戸の集落に12億円かけるのはおかしいとの批判があるが、そんなことはないっ。親、子、孫が故郷を捨てず、住むことができるようにするのが政治の基本なんだ。だから私はこのトンネルを造ったんだ。トンネルがなかったら、子供が病気になっても満足に病院にかかれない。冬場に病人が出たら、戸板一枚で雪道を運んで行かなきゃならん。同じ日本人で、同じ保険料を払っているのに、こんな不平等があるかっ」と角栄は語ったという。
一方で角栄にはそのような事業に対する彼自身の哲学があったことが伝わっている。また、この建設と前後してトンネルを通る道路の路線変更や昇格があった。道路の昇格はトンネルや道路を整備する財源に影響を与えるものである。
塩谷トンネルの坑口付近には「明窓之碑 越山田中角栄書」の文字が刻まれた記念碑が建てられている。トンネルがこの地区に窓を開けた、という意味である。
なお、旧トンネルは現在両坑口とも塞がれている。

### 年表
- 1938年（昭和13年）[5]：塩谷住民が塩谷隧道（旧トンネル）の掘削を開始
- 1942年（昭和17年）：隧道工事中に落盤事故があり1名が犠牲となる。
- 1943年（昭和18年）：塩谷隧道が開通。
- 1954年（昭和29年）：塩谷集落が東山村から小千谷市に編入。
- 1958年（昭和33年）：塩谷隧道を通る道路が県道川口岩間木線の一部として認定[7]。
- 1972年（昭和47年）：田中角栄の首相就任後、新しい塩谷トンネルの建設が決定される。
- 1980年（昭和55年）：塩谷隧道を通る道路が県道小千谷川口大和線の一部として認定。
- 1982年（昭和57年）：県道小千谷川口大和線が主要地方道に認定。（1982年（昭和57年）４月１日建設省告示第935号）
- 1983年（昭和58年）7月：塩谷トンネルが開通。